# جائزة ساتالايت
جائزة ساتلايت أو جائزة القمر الصناعي (بالإنجليزية: Satellite Award)‏ هي جائزة سنوية تقدمها أكاديمية الصحافة الدولية، أنشئت عام 1997.

## فئات الجائزة
- أفضل ممثل
- جائزة أفضل ممثلة
- أفضل تصوير سينمائي
- أفضل مصمم أزياء
- أفضل مخرج
- أفضل فيلم وثائقي
- أفضل مونتاج
- أفضل فيلم بلغة أجنبية
- أفضل أغنية مصورة
- أفضل أغنية الأصلية
- أفضل سيناريو
- أفضل ممثل مساعد
- أفضل ممثلة مساعدة
- أفضل تأثيرات بصرية

## روابط خارجية
- جائزة ساتالايت على موقع IMDb (الإنجليزية)